# Roy, Novi Meksiko
Roy je selo u okrugu Hardingu u američkoj saveznoj državi Novom Meksiku. Prema popisu stanovništva SAD 2010. ovdje je živjelo 234 stanovnika. Unatoč velikom gubljenju stanovništva, još uvijek je važnim mjestom sjeveroistočnog Novog Meksika.

## Zemljopis
Nalazi se na 35°56′38″N 104°11′35″W / 35.94389°N 104.19306°W (35.943890, -104.193025). Prema Uredu SAD-a za popis stanovništva, zauzima 5,3 km2 površine, sve suhozemne.

## Poznate osobe
- Tommy McDonald, krilni hvatač (američki nogomet)

## Stanovništvo
Prema podatcima popisa 2000. u Royu bilo je 304 stanovnika, 150 kućanstava i 88 obitelji, a stanovništvo po rasi bili su 83,22% bijelci, 1,97% Indijanci, 12,17% ostalih rasa, 2,63% dviju ili više rasa. Hispanoamerikanaca i Latinoamerikanaca svih rasa bilo je 52,63%.